# Набуття мощей

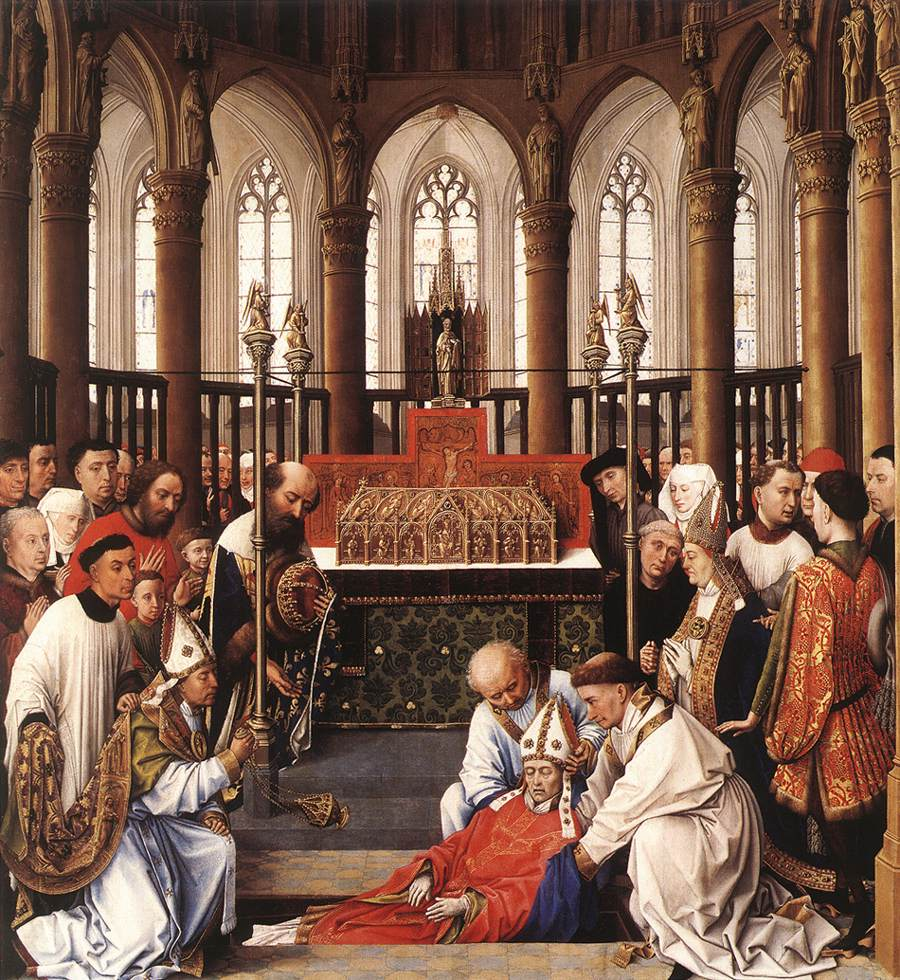
Рогір ван дер Вейден. Знайдення мощей святого Губерта в церкві святого Петра у Льєжі (бл. 1437)

Набуття мощей — процес знаходження (відкриття, виявлення, ексгумації останків) християнина, якого Церква зараховує до лику святих. Пов'язаний з оглядом останків і перенесенням їх у храм для загального шанування до, під час або після канонізації. З давніх часів оточений молитовним обрядом. На згадку про набуття мощей встановлюються окремі дні пам'яті святих.

## Історія
Шанування останків мучеників за віру відомо з перших століть християнської історії. В період гонінь віруючі вживали всі засоби для того, щоб отримати в своє володіння тіла мучеників, а місця їхнього поховання ставали святилищами, де на їх гробах відбувалися християнське богослужіння. У ранній період гробниці залишалися закритими, пізніше виникає традиція витягати з них мощі і поміщати в храмах у спеціальних раках.
До ранніх і найбільш значущих випадків набуття мощей церковна історія відносить:
- Набуття глави Івана Хрестителя (три випадки: не раніше IV століття, в 320-і роки і в 850 році);[4][5]
- Відкриття мощей святих Гервасія та Протасія Амвросієм Медіоланського 19 червня 387 року. Відкриття відбулося в розпал аріанських спорів і сприяло перемозі православних;[6]
- Набуття мощей Первомученика Стефана в 415 році палестинським священиком Лукіаном, який описав цю подію в «Посланні до всіх Церков про відкриття мощей мученика Стефана».[7] Це набуття відбулося в розпал пелагіанских суперечок на соборі, що проходив неподалік від Єрусалима в Діосполі (Лідда, сучасний Лод) і володіння святими мощами для єрусалимського єпископа Іоанна II сприяло підвищенню його духовного авторитету в боротьбі з пелагіанами;[8]
- Набуття мощей апостола Варнави, яке згідно з Енкомієм Олександра Кіпрського сталося після того, як апостол тричі уві сні з'явився Саламинському архієпископу Анфемію і вказав місце свого поховання.[9] Знайдення мощей Варнави допомогло Кіпрській церкві в суперечці з Антіохійським патріархатом і сприяло утвердженню її автокефалії.

Історія Церкви знає як поодинокі випадки відкриття мощей, так і масові заходи. Так, в катакомбах Риму в 537 році при облозі міста Вітігесом гробниці святих були розкриті, і їх мощі перенесені в міські церкви. Це був перший випадок підняття реліквій з катакомб, наступні записи хроністів повідомляють про масштабніші акції:
- Папа Боніфацій IV з нагоди освячення Пантеону вивіз з катакомб тридцять два вози з мощами святих;
- При папі Пасхалії I, згідно з написом у базиліці Санта-Прасседе, було вилучено з катакомб дві тисячі триста мощей святих.[11]

Набуття святих мощей в епоху середньовіччя завжди мало характер суспільно значущої події, що засвідчено як письмовими, так і образотворчими пам'ятками. Стародавні хроніки фіксували набуття мощей поруч із освяченням церков, землетрусами і візитами важливих державних діячів.

## Значення при канонізації
Знайдення мощей не є достатньою умовою для канонізації, так само як і відсутність їх — перешкодою для неї. Для прославлення святого потрібно ряд підстав, головна з яких — чітко фіксовані чудеса за молитвами до нього. У зв'язку з цим у відношенні мощей святих у діяннях про канонізацію робляться такі вказівки: Чесні їх останки, у яких такі знаходяться, вважати святими мощами, а у яких не знаходяться, залишити на Боже призвоління.

## Перенесення мощей

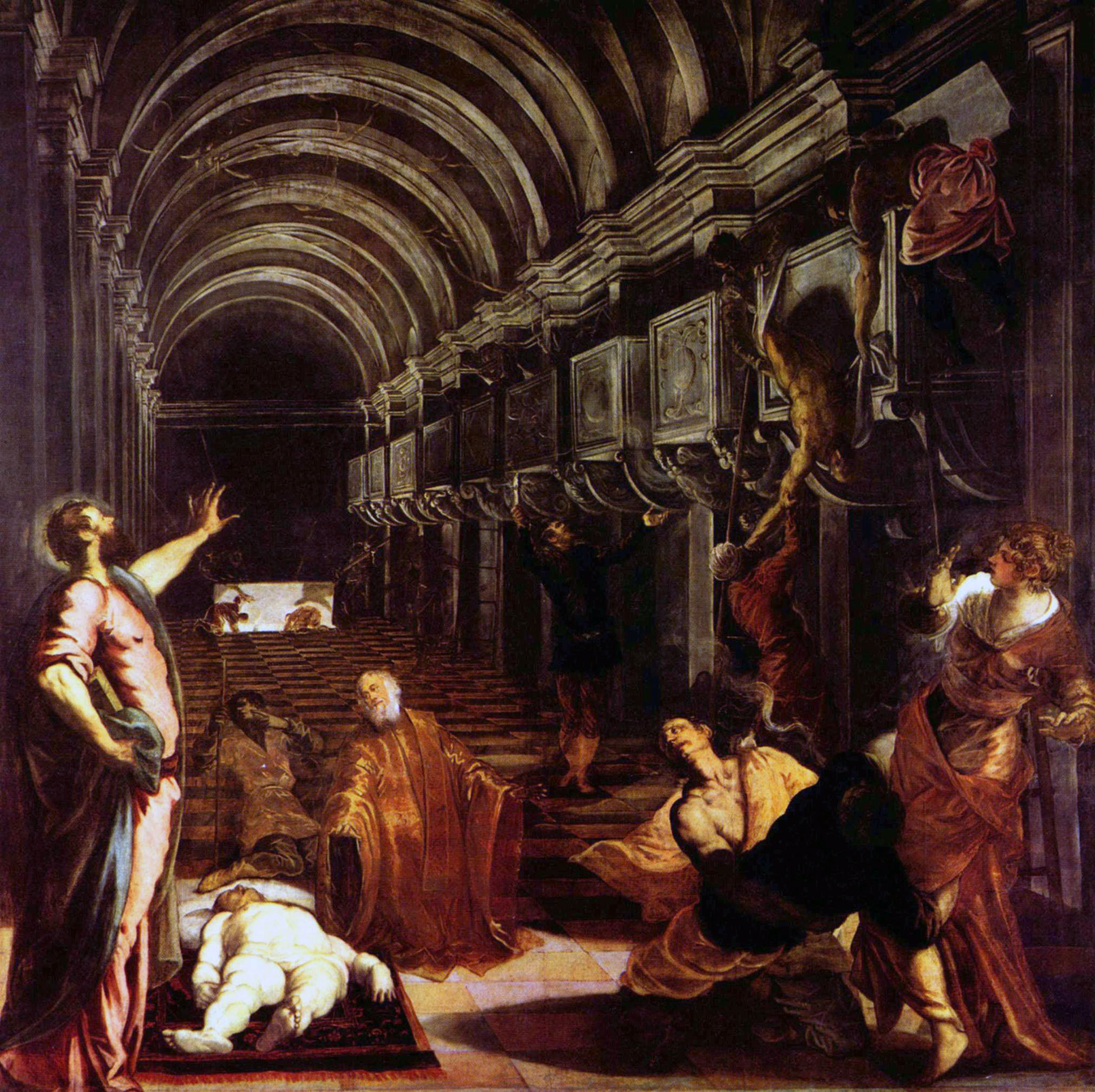
Тінторетто. Знайдення мощей апостола Марка (бл. 1562, Брера)

З набуттям мощей тісно пов'язане їх перенесення, особливо, в разі їх знаходження поза храмом. Так, після здобуття мощей Первомученика Стефана в околицях Єрусалима їх перенесли в Константинополь, де їх зустрічала імператриця Пульхерія. Ця подія відображене на рельєфі зі слонової кістки (Трір, VI століття), який є одним з найбільш ранніх зображень подібних церемоній.
Перенесення мощей в церковній історії буває пов'язано з банкрутством міських і монастирських храмів під час війн та ін. Одним із прикладів такого перенесення є переміщення мощей преподобного Венедикта Нурсійського в абатство Флері (Франція) з монастиря Монтекассино (Італія) у зв'язку з руйнуванням останнього лангобардами.
На честь перенесення мощей встановлюються окремі дні пам'яті святих. Наприклад, 2(15) серпня — перенесення з Єрусалиму до Константинополя мощей первомученика архідиякона Стефана, 9(22) травня — перенесення мощей Миколи Чудотворця з Мір в Барі, 31 травня (13 червня) — перенесення мощей святителя Філіпа Московського з Соловецького монастиря в Москву та інші.
Перенесення мощей буває пов'язано з їх повторним набуттям. Так в 828 році венеціанські купці, прибувши в Олександрію, дізналися, що мусульмани почали руйнування християнські храми для зведення мечетей. Вони вирішили врятувати мощі євангеліста Марка, вивізши їх до себе на батьківщину. Вони знайшли їх у церкві, збудованій в 310 році над могилою апостола, яка призначалася під знесення. У Венеції для мощей був побудований величний собор, а дата їх прибуття до Венеції (31 січня 829 року) стала щорічним міським святом. При перебудові собору в кінці XI століття мощі євангеліста були загублені, а потім повторно знайдені чудесним чином у схованці, що знаходилася в пілястрі базиліки.